# Ágnes Kunhalmi
Ágnes Kunhalmi (ur. 31 października 1982 w Kiskunmajsie) – węgierska polityk, posłanka do Zgromadzenia Narodowego, w latach 2020–2024 współprzewodnicząca Węgierskiej Partii Socjalistycznej (MSZP).

## Życiorys
Studiowała komunikację na Uniwersytecie Segedyńskim (2004–2009) i nauki polityczne na Uniwersytecie Loránda Eötvösa w Budapeszcie (2005–2011). Pracowała w resorcie rolnictwa, biurze premiera i administracji II dzielnicy Budapesztu. Zaangażowała się w działalność polityczną w ramach Węgierskiej Partii Socjalistycznej. W 2014 po raz pierwszy z ramienia MSZP uzyskała mandat posłanki do Zgromadzenia Narodowego. Z powodzeniem ubiegała się o reelekcję w wyborach w 2018 i 2022.
W czerwcu 2018 objęła funkcję przewodniczącej rady krajowej MSZP. We wrześniu 2020 została współprzewodniczącą socjalistów (obok dotychczasowego przewodniczącego Bertalana Tótha, którego w 2022 zastąpił Imre Komjáthi). Funkcję tę sprawowała do 2024.